# Concerto for Clarinet & Combo
Concerto for Clarinet & Combo (vollständiger Titel laut Cover Premiere Recording of Concerto for Clarinet & Combo by Bill Smith, with the Composer on Clarinet, & Bags’ Groove, Sophisticated Rabbit, My Old Flame)  ist ein Jazzalbum von Shelly Manne & His Men mit dem Klarinettisten Bill Smith. Die Aufnahmen entstanden in verschiedenen Besetzungen am 24. Juni 1957 („Concerto for Clarinet & Combo“), 25. Juli 1957 (Sophisticated Rabbit) und am 6. Dezember 1955 (My Old Flame und Bags’ Groove). Die Aufnahmen erschienen 1957 auf Contemporary Records.

## Hintergrund
Bill Smith schrieb 1956 ein Jazzkonzert in drei Sätzen für Soloklarinette (oder Sopransaxophon), Trompete, Posaune, Waldhorn (oder Flügelhorn), Altsaxophon, Tenorsaxophon, Baritonsaxophon, Klavier, Bass und Schlagzeug. Das „Konzert für Klarinette und Combo“, ein zwanzigminütiges Konzert in drei Sätzen im swingenden Jazz-Stil. Der Klarinetten-Solopart enthält sowohl ausgeschriebene Passagen für das Ensemblespiel als auch umfangreiche Abschnitte für die Improvisation unter Verwendung von Standard-Jazzakkord-Symbolen. Bill Smith’ Anmerkungen zur Partitur erläutern seine Absichten beim Komponieren des Konzerts:

„Zuerst wollte ich den Jazz-Kontrapunkt untersuchen - um die Linie in jedem der Instrumentalteile hervorzuheben. Zweitens wollte ich mit anderen formalen Möglichkeiten als der normalen 32-Takt-Melodie experimentieren. Für mich waren große Beziehungen wichtig, die eng mit der klassischen Konzertform verbunden sind. Schließlich wollte ich die Abwechslung bei der Behandlung des Rhythmusabschnitts hervorheben - die Textur so weit wie möglich ausdünnen. Und schließlich wollte ich, dass das Konzert ein swingendes Musikstück ist, das die Jazztradition stark widerspiegelt.“

Das Hauptstück des Albums, das die gesamte A-Seite der LP umfasst, ist das dreiteilige Concerto for Clarinet & Combo, in dem das Shelly Manne Quintet und einige zusätzliche Musiker spielen, die hauptsächlich eine begleitende Rolle hinter dem Klarinettisten Bill Smith ausüben, dem Komponisten des Stücks. Die B-Seite der LP enthält zwei Stücke aus dem Jahr 1955, „My Old Flame“ und „Bags’ Groove“,  mit Stu Williamson (auf der Trompete bzw. der Ventilposaune) und dem Tenorsaxophonisten Bill Holman in einem Quintett von Shelly Manne, während die Band aus dem Jahr 1957 (mit dem Altsaxophonisten Charlie Mariano an Holmans Stelle) Mannes Komposition „Sophisticated Rabbit“ spielte.
Die konzertante US-Erstaufführung von Bill Smiths Konzert für Klarinette und Combo war am 15. Januar 1967 bei einem Konzert der Seattle Jazz Society im ACT Theatre zu hören. Smith, der inzwischen an der Musikschule der University of Washington unterrichtete, war Soloklarinettist.

## Titelliste
- Shelly Manne & His Men: Vol. 6: „Concerto for Clarinet & Combo“, Etc. (Contemporary Records – C 3536,  Vogue LAC-12232, OJC CD1910-2)[4]

A Concerto for Clarinet & Combo (BIll Smith)

1. First Movement\t5:08
2. Second Movement 8:18
3. Third Movement 6:32

B1 Sophisticated Rabbit (Shelly Manne) 3:30

B2 My Old Flame (Arthur Johnston, Sam Coslow) 5:41

B3 Bags’ Groove (Milt Jackson) 10:48

## Rezeption
Scott Yanow meinte, die LP enthalte eine der obskursten zeitgenössischen Veröffentlichungen des West-Coast-Schlagzeugers Shelly Manne. An das Album, das noch nicht auf CD neu aufgelegt wurde, vergab er in AllMusic vier Sterne und begründete dies wie folgt: „Obwohl die meisten Teile für die Begleitgruppe ausgeschrieben wurden, improvisiert Smith im Allgemeinen frei, und die swingende Suite deckt verschiedene Stimmungen ab. Alles in allem ist dies ein ausgewogenes und kontinuierlich interessantes Set, das es verdient, neu aufgelegt zu werden.“

## Editorische Hinweise
Bereits 1955 erschienen bei Contemporary Records Testpressungen des Concerto for Clarinet & Combo. Die Titel Bags’ Groove und My Old Flame erschienen auch auf der 3-CD-Edition Here That’s Manne – Shelly Manne & His Men, Septet & Quintet Sessions 1951-1958 bei Fresh Sound Records, Sophisticated Rabbit und der Titel The Gambit (der ebenfalls am 25. Juli 1957 aufgenommen wurde) auf der Kompilation The Playboy Jazz All Stars (Playboy PB1529/1530).
2012 veröffentlichte der Klarinettist Mike McGinnis das Album Road Trip, auf dem er sowohl seine Interpretation des Concerto for Clarinet & Combo von Bill Smith als auch seine eigene Suite Road Trip, for Clarinet and Nine Players spielt.